# Ansgardis van Bourgondië
Ansgardis van Bourgondië (circa 826 - 880) was van 877 tot 878 koningin van West-Francië.

## Levensloop
Ansgardis was een dochter van Hilduin van Bourgondië. De naam en afkomst van haar moeder zijn niet overgeleverd.
In 862 huwde de toen 36-jarige Ansgardis in het geheim met de twintig jaar jongere Lodewijk de Stamelaar (846-879), zoon van de West-Frankische koning Karel de Kale. Deze laatste was gekant tegen het huwelijk, hij had zijn zoon liever willen uithuwelijken aan Adelheid van Parijs. In 877 volgde Lodewijk de Stamelaar zijn vader op als koning van West-Francië.
Karel de Kale liet het huwelijk van zijn zoon ontbinden en in februari 878 verloofde Lodewijk zich met Adelheid van Parijs. Hij had reeds vijf kinderen uit zijn eerste huwelijk, maar verstootte Ansgardis. Zijn tweede huwelijk was slechts van korte duur, aangezien hij een jaar later al overleed. Ansgardis probeerde de scheiding door de bisschop van Reims ongedaan te laten maken en haar zonen te laten erkennen, zodat zij hun vader konden opvolgen. De tweede echtgenote van Lodewijk, Adelheid, werd echter zwanger en baarde na de dood van haar gemaal een zoon. Adelheid werd daarop door Ansgardis en haar zonen beschuldigd van echtbreuk. Het moeilijke proces duurde jarenlang, dus konden Ansgardis' zonen Lodewijk III en Karloman II na de dood van hun vader koning worden. Ze regeerden allebei slechts korte tijd en stierven zonder erfgenamen. Uiteindelijk werd Adelheid vrijgesproken en kon haar zoon Karel de Eenvoudige tot koning gekroond worden.
Wat er uiteindelijk van Ansgardis is geworden, is niet bekend. Ook over haar exacte overlijdensdatum en begraafplaats is niets overgeleverd.

## Nakomelingen
Ansgardis en Lodewijk de Stamelaar kregen vijf kinderen:
- Lodewijk III (864-882), koning van West-Francië
- Gisela (overleden in 884), huwde met Robert van Troyes
- Karloman II (867-884), koning van West-Francië
- Hildegard (overleden na 896)
- Ermentrudis (geboren tussen 870 en 875)